# Achthoek
In de wiskunde is een achthoek (Gr. octagon) een veelhoek met acht zijden en acht hoeken.
De som van alle (binnen)hoeken {\displaystyle \alpha _{k}} van een achthoek bedraagt 1080°, zoals volgt uit de formule voor de som van de hoeken in een veelhoek. Voor {\displaystyle n=8} wordt dit::
{\displaystyle \sum _{k=1}^{n}\alpha _{k}=(n-2)\cdot 180^{\circ }=6\times 180^{\circ }=1080^{\circ }}

## Verschillende soorten achthoeken
| Regelmatige achthoek | Onregelmatig achthoek | Concave achthoek | Complexe achthoek |
| regelmatige achthoek | onregelmatig achthoek | concave achthoek | complexe achthoek |

## Regelmatige achthoek
Van een regelmatige achthoek zijn alle zijden gelijk en zijn alle binnenhoeken gelijk aan 135°. Er geldt immers voor elke hoek {\displaystyle \alpha }:
{\displaystyle \alpha ={\frac {n-2}{n}}\cdot 180^{\circ }={\tfrac {3}{4}}\cdot 180^{\circ }=135^{\circ }}
Voor de oppervlakte van een regelmatige achthoek met een zijde van lengte {\displaystyle a} geldt:
{\displaystyle A=2a^{2}\cot {\frac {\pi }{8}}=2(1+{\sqrt {2}})a^{2}\simeq 4{,}82843\,a^{2}}
De lengte {\displaystyle a} kan als volgt worden afgeleid van de diameter {\displaystyle D}:
{\displaystyle a\cdot \cos 45^{\circ }+a+a\cdot \cos 45^{\circ }=D}
{\displaystyle a\cdot {\tfrac {1}{2}}{\sqrt {2}}+a+a\cdot {\tfrac {1}{2}}{\sqrt {2}}=D}
{\displaystyle a\cdot ({\sqrt {2}}+1)=D\Rightarrow a={\frac {D}{({\sqrt {2}}+1)}}\Rightarrow a\simeq {\frac {D}{2{,}41421}}}

### Constructie
De constructie van een regelmatige achthoek gaat met behulp van een liniaal en een passer, in 18 stappen: